# 葛西治
葛西 治（かさい おさむ、1941年11月11日 - ）は、日本の男性アニメーション演出家、アニメーション監督。北海道出身。 

## 来歴
日本大学芸術学部卒業後の1964年、東映動画（現：東映アニメーション）に入社。村山鎮雄と薮下泰次の下で、アニメーションの演出を学んだ。
演出デビュー作は、『ひみつのアッコちゃん（第1作）』。その後は東映動画の演出家として、『アパッチ野球軍』『魔法使いチャッピー』『ゲッターロボG』『銀河鉄道999』『新竹取物語 1000年女王』など、数多くのテレビアニメの演出を担当した。
『あさりちゃん』『愛してナイト』『ゲゲゲの鬼太郎（第3作）』『魔法使いサリー（第2作）』『ドラゴンボールGT』など、監督（＝チーフディレクター、シリーズディレクター）を務めたテレビアニメも数多い。

## 参加作品

### テレビアニメ
1969年
- ひみつのアッコちゃん(第1作)（演出）

1971年
- アパッチ野球軍（演出）

1972年
- 魔法使いチャッピー（演出）

1973年
- キューティーハニー（演出）
- ミクロイドS（演出）

1975年
- ゲッターロボG（演出）
- UFOロボ グレンダイザー（演出）

1976年
- キャンディ・キャンディ（演出）

1978年
- 銀河鉄道999（演出）

1981年
- 新竹取物語 1000年女王（ - 1982年、演出）

1982年
- あさりちゃん（シリーズディレクター）

1983年
- 愛してナイト（シリーズディレクター）

1984年
- とんがり帽子のメモル（シリーズディレクター）

1985年
- はーいステップジュン（演出）
- ゲゲゲの鬼太郎（第3作）（シリーズディレクター）

1986年
- ドラゴンボール（演出）

1989年
- ドラゴンボールZ（演出）
- 魔法使いサリー（シリーズディレクター）

1991年
- ドラゴンクエスト ダイの大冒険（第1作）（ - 1992年、演出）

1996年
- ドラゴンボールGT（ - 1997年、シリーズディレクター）

1999年
- 神風怪盗ジャンヌ（演出）

2000年
- 金田一少年の事件簿（演出）

2001年
- ののちゃん（ - 2002年、演出）

2003年
- 明日のナージャ（演出）

2009年
- ドラゴンボール改（演出）

### 劇場アニメ
1967年
- 少年ジャックと魔法使い（演出助手）

1976年
- UFOロボ グレンダイザー対グレートマジンガー（演出）

1979年
- 龍の子太郎（アニメーション演出）

1986年
- ゲゲゲの鬼太郎 妖怪大戦争（監督）

1990年
- 魔法使いサリー（監督）

1998年
- 蓮如物語（監督）